# Trượt băng nằm ngửa tại Thế vận hội Mùa đông 2018 - Vòng loại
Dưới đây là quy tắc xét tư cách tham dự và cách thức phân bổ số suất của môn trượt băng nằm ngửa tại Thế vận hội Mùa đông 2018.

## Quy tắc xét loại
Việc xét tư cách tham dự dựa trên tổng điểm từ 5 giải đấu cúp thế giới tại Luge World Cup mùa giải 2017-18. Có 110 suất để các vận động viên thi đấu ở đại hội. Ban đầu có tối đa 37 nam, 27 nữ, và 17 đội thi đấu đôi vượt qua vòng loại. Mỗi quốc gia có tối đa 3 nam, 3 nữ, và 2 đội đôi. Chủ nhà có quyền có ít nhất một người trong mỗi nội dung nam, nữ, và đôi nếu họ đạt đủ điều kiện tối thiểu. Sau đó sẽ có tám vận động viên được bổ sung, đầu tiên là để lấp đầy các đội tiếp sức có thứ hạng cao nhất mà chưa có các cá nhân ở cả ba phân môn, sau đó các suất còn lại sẽ được phân phối đều giữa ba phân môn.
Nội dung tiếp sức đồng đội sẽ gồm các quốc gia có đủ người để thành lập một đội tiếp sức từ các vận động viên có sẵn. Những người này cũng phải tham gia vào các cuộc thi tiếp sức trong thời gian xét loại. Sẽ có ba cuộc đua trong thời gian vòng loại.

## Phân bổ số suất
Các suất phân bổ dựa trên bảng xếp hạng sau World Cup 5 kết thúc vào ngày 16 tháng 12 năm 2017.
| Quốc gia                     | Nam | Đôi | Nữ | Tiếp sức | VĐV |
| ---------------------------- | --- | --- | -- | -------- | --- |
| Argentina                    |     |     | 1  |          | 1   |
| Úc                           | 1   |     |    |          | 1   |
| Áo                           | 3   | 2   | 3  | x        | 10  |
| Bulgaria                     | 1   |     |    |          | 1   |
| Canada                       | 3   | 1   | 3  | x        | 8   |
| Croatia                      |     |     | 1  |          | 1   |
| Cộng hòa Séc                 | 1   | 2   | 1  | x        | 6   |
| Gruzia                       | 1   |     |    |          | 1   |
| Đức                          | 3   | 2   | 3  | x        | 10  |
| Anh Quốc                     | 2   |     |    |          | 2   |
| Ấn Độ                        | 1   |     |    |          | 1   |
| Ý                            | 3   | 2   | 2  | x        | 9   |
| Kazakhstan                   | 1   |     |    |          | 1   |
| Latvia                       | 3   | 2   | 3  | x        | 10  |
| Vận động viên Olympic từ Nga | 3   | 2   | 1  | x        | 8   |
| Ba Lan                       | 2   | 1   | 2  | x        | 6   |
| România                      | 2   | 1   | 1  | x        | 5   |
| Slovakia                     | 2   | 1   | 1  | x        | 5   |
| Slovenia                     | 1   |     |    |          | 1   |
| Hàn Quốc                     | 1   | 1   | 2  | x        | 5   |
| Thụy Sĩ                      |     |     | 1  |          | 1   |
| Đài Bắc Trung Hoa            | 1   |     |    |          | 1   |
| Ukraina                      | 2   | 1   | 2  | x        | 6   |
| Hoa Kỳ                       | 3   | 2   | 3  | x        | 10  |
| Tổng: 24 nước                | 40  | 20  | 30 | 13       | 110 |

### Nam
| Số VĐV | Tổng VĐV | Quốc gia                                                                                              |
| ------ | -------- | --- |
| 3      | 21       | Áo · Canada · Đức · Ý · Latvia · Vận động viên Olympic từ Nga · Hoa Kỳ                                |
| 2      | 10       | Anh Quốc · Ba Lan · România · Slovakia · Slovenia · Ukraina                                           |
| 1      | 9        | Slovenia · Úc · Bulgaria · Cộng hòa Séc · Gruzia · Ấn Độ · Hàn Quốc · Đài Bắc Trung Hoa · Kazakhstan1 |
| 40     | 40       | |

1. ^  Slovenia chỉ sử dụng 1 suất. Suất đó được Kazakhstan sử dụng.[3]

### Đôi
Các đội in nghiêng nhận suất nhờ các suất bổ sung để tạo thành một đội tiếp sức
| Số đôi | Số VĐV | Quốc gia                                                                     |
| ------ | ------ | ---------------------------------------------------------------------------- |
| 2      | 28     | Áo · Cộng hòa Séc · Đức · Ý · Latvia · Vận động viên Olympic từ Nga · Hoa Kỳ |
| 1      | 12     | Canada · Ba Lan · Slovakia · Hàn Quốc1 · Ukraina · România                   |
| 20     | 40     |                                                                              |

1. ^  Hàn Quốc có suất nhờ là chủ nhà.

### Nữ
Các đội in nghiêng nhận suất nhờ các suất bổ sung để tạo thành một đội tiếp sức
| Số VĐV | Tổng VĐV | Quốc gia                                                                                           |
| ------ | -------- | -------------------------------------------------------------------------------------------------- |
| 3      | 15       | Áo · Canada · Đức · Latvia · Vận động viên Olympic từ Nga2 · Hoa Kỳ                                |
| 2      | 8        | Ý · Ba Lan · Hàn Quốc · Thụy Sĩ1 · Ukraina2                                                        |
| 1      | 7        | Vận động viên Olympic từ Nga · Thụy Sĩ · România · Cộng hòa Séc · Slovakia · Croatia1 · Argentina2 |
| 30     | 30       | |

1. ^  Thụy Sĩ chỉ sử dụng một suất. Suất còn lại được chuyển cho Croatia.[4][5]
2. ^  FIL ra một thông cáo về việc Nga sẽ chỉ dùng một suất nữ, các suất còn lại chuyển cho Argentina và Ukraina.[6]

### Tiếp sức đồng đội
Xếp hạng thế giới tính tới 9 tháng 12 năm 2017. Các đội in nghiêng không thể thành lập đội tiếp sức. Số bên cạnh các quốc gia chỉ ra thứ hạng của đội tuyển nhằm xác định đội nào sẽ được suất bổ sung trước
| Tiêu chí                            | Đội | Quốc gia                                                                                   |
| ----------------------------------- | --- | ------------------------------------------------------------------------------------------ |
| Quốc gia có đủ người ở các nội dung | 9   | Đức · Canada · Áo · Hoa Kỳ · Latvia · Vận động viên Olympic từ Nga · Ba Lan · Ý · Hàn Quốc |
| Quốc gia cần suất bổ sung           | 4   | Cộng hòa Séc 347 · România 337 · Slovakia 252 · Ukraina 169 · Anh Quốc 72 · Kazakhstan 66  |